# ハイラム・パワーズ
ハイラム・パワーズ（Hiram Powers、1805年7月29日 - 1873年6月27日）は、アメリカ合衆国の彫刻家である。最初に国際的な評価を得たアメリカの彫刻家とされる。

## 略歴
バーモント州のウッドストックの農家に生まれた。14歳の時、家族はオハイオ州のシンシナティに近くの叔父の家に移り、一年ほどシンシナティの学校に通った。両親が亡くなった後、シンシナティのホテルや商店の事務員として働いた。17歳でオルガンや木製の時計を製造する工場に雇われ、技術を磨き、工場のメカニックになった。
1826年になって、しばしばエックシュタイン(Frederick Eckstein: 1774-1852)という彫刻家のスタジオを訪れるようになり、彫刻に対する強い情熱を抱くようになった。彫刻家として訓練を受け、博物学者のジョセフ・ドルフィーユ(Joseph Dorfeuille)が運営する博物館の助手、美術スタッフとして雇われた。当時アメリカで活動していたイギリス生まれの小説家のフランセス・トロロープ(Frances Milton Trollope: 1779–1863)と知り合い、トロロープにからダンテの『神曲』の場面を蝋人形で作り展示することを勧められ、『神曲』の地獄編を題材にを制作し、評判になり、彫刻家としてのキャリアが開けることになった 。
彫塑や鋳造の技術を修行した後、アンドリュー・ジャクソンの彫像を制作しワシントンで注目され、ワシントンの顧客からも注文を受けるようになった 。1837年にイタリアに渡り良い大理石素材が入手できたり、青銅の鋳造ができるフィレンツェに住んだ。この間にイギリスを旅し、アメリカ出身の彫刻家ホレーシオ・グリーノウ(1805-1852)と友人になった 。新古典主義のスタイルの人物彫刻を制作した。
1843年に代表作とされる『ギリシャの奴隷』を制作し高い評価を得た、この作品は1847年からアメリカ各地で展示され多くの観客を集め、1851年にはロンドン万国博覧会にもう一つのパワーズの作品『漁師の少年』とともに展示された。この作品は奴隷制度廃止運動の象徴として用いられ、奴隷制度に反対するいくつかの州の州議会に複製が設置された。ロシアの富豪で芸術のパトロンであるアナトーリー・デミドフは幾つかのパワーズの作品を買い上げた。1851年にアメリカ芸術科学アカデミーの准会員に選ばれた。
1873年にフィレンツェで没した。息子のプレストン・パワーズ(Preston Powers: 1843–1931)も彫刻家になった。

## 作品

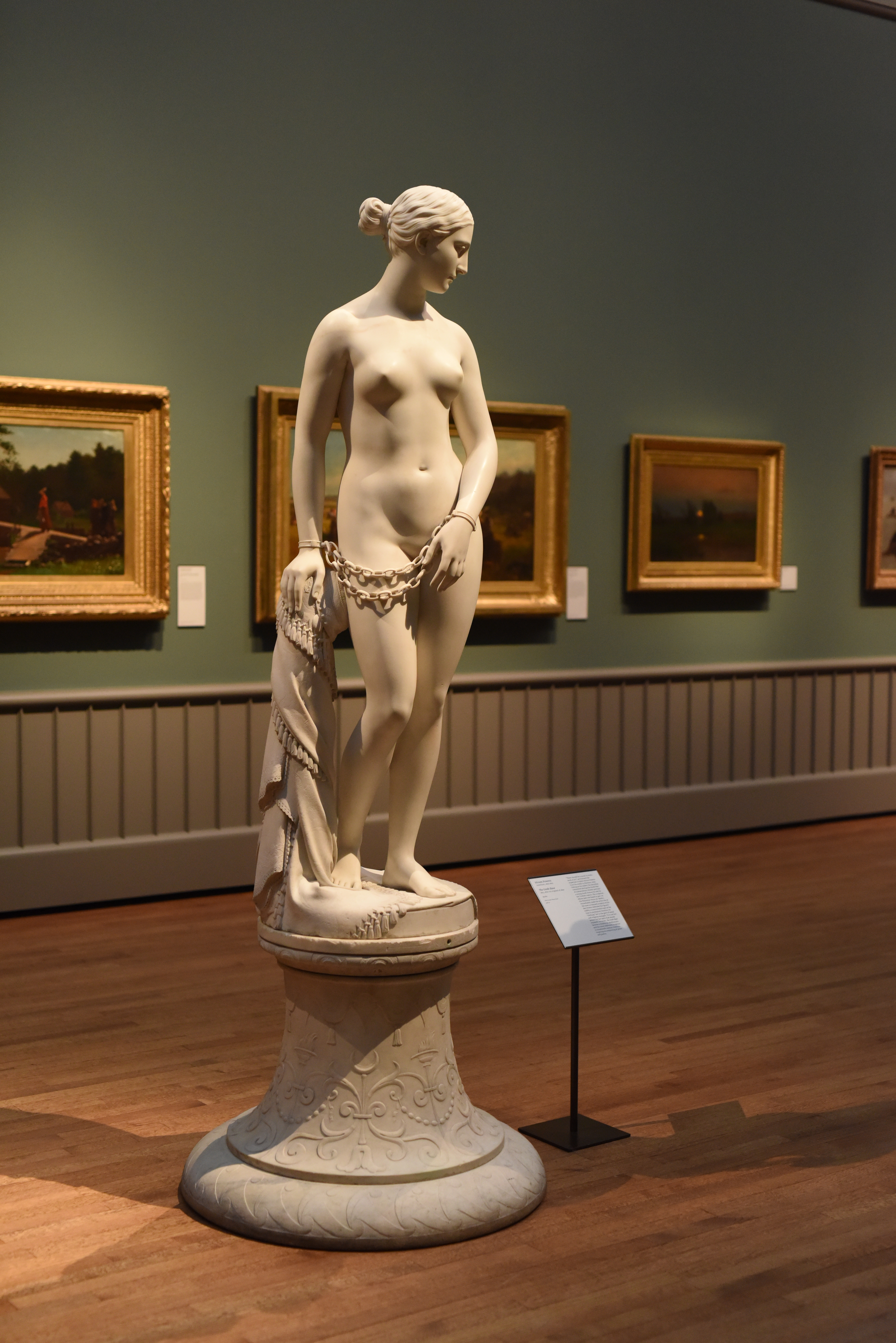
『ギリシャの奴隷』 イェール大学美術館
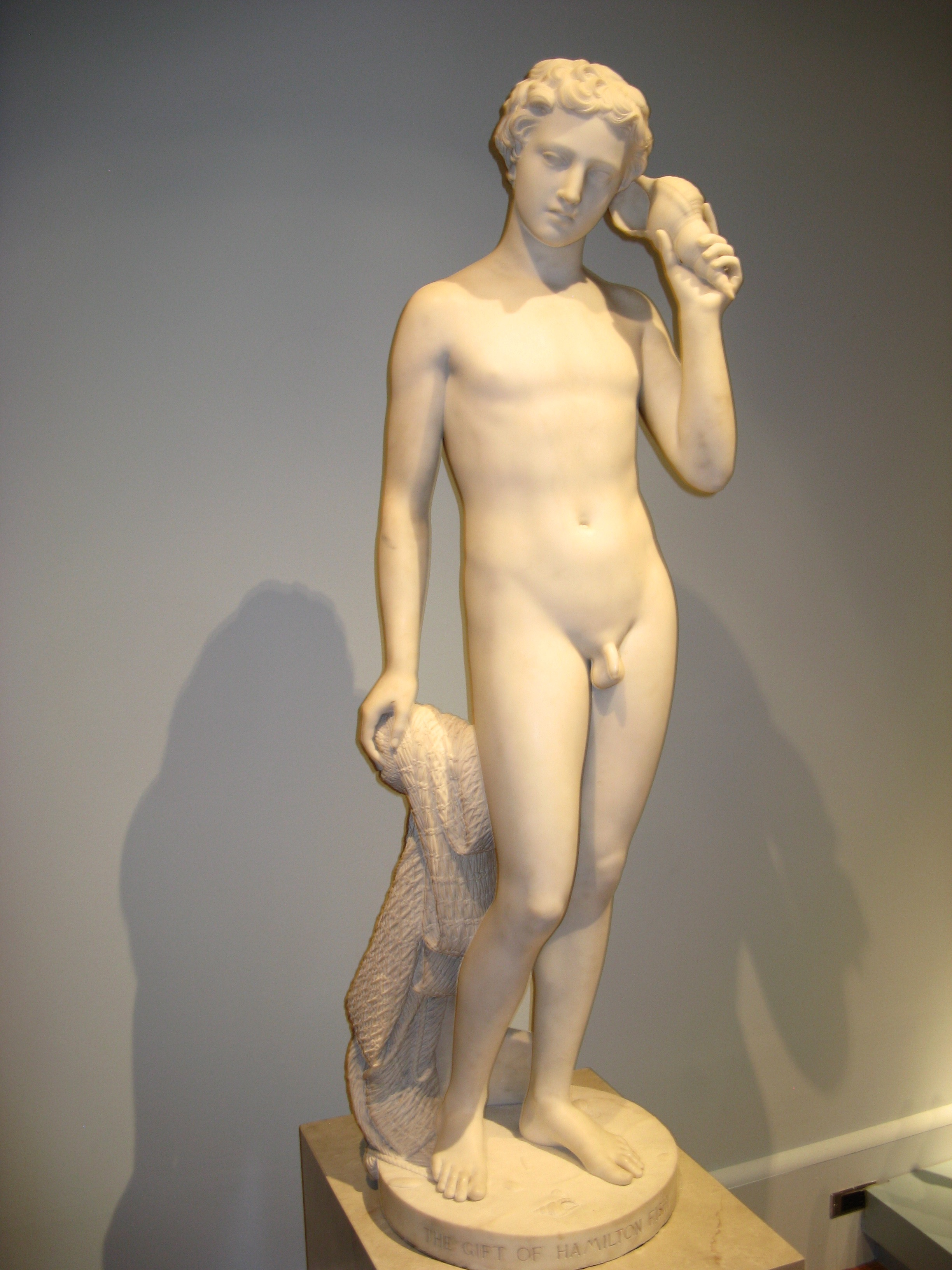
『漁師の少年』 メトロポリタン美術館
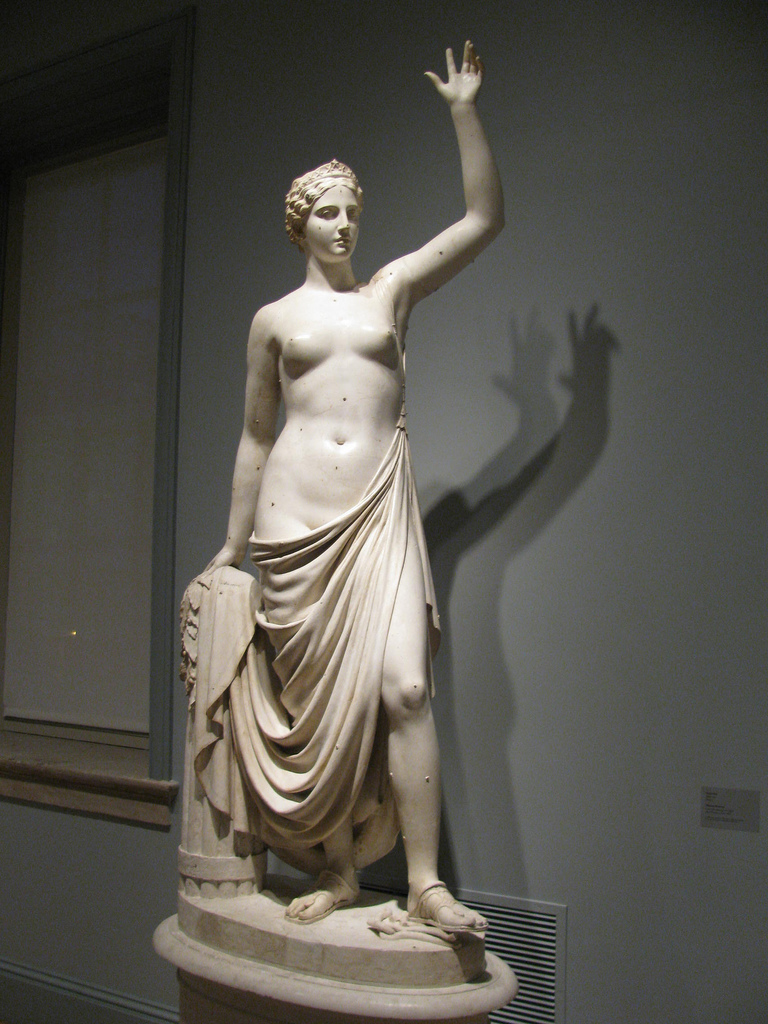
『アメリカ』 スミソニアン・アメリカンアート美術館
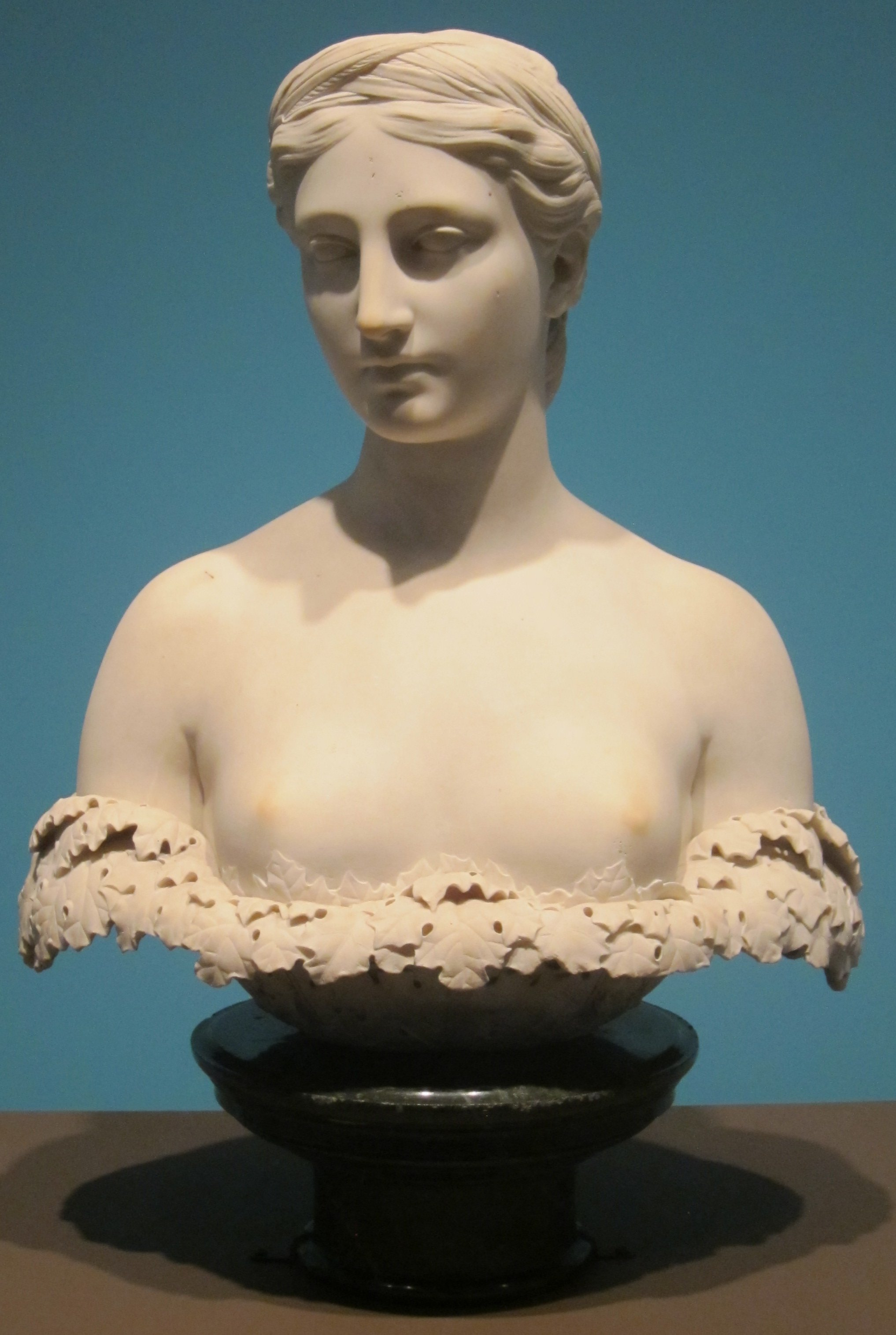
ペルセポネー ホノルル美術館